# José Trino
José Trino Arizcorreta Sein (San Sebastián, 7 ottobre 1902 – 25 ottobre 1964) è stato un calciatore spagnolo, di ruolo centrocampista.

## Carriera

### Club
Giocò tutta la carriera nel campionato spagnolo.

### Nazionale
Fu convocato per le Olimpiadi del 1928.